# Araucaria bidwillii

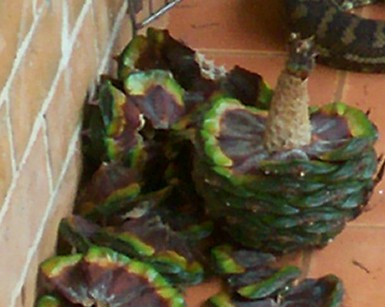
Fruit

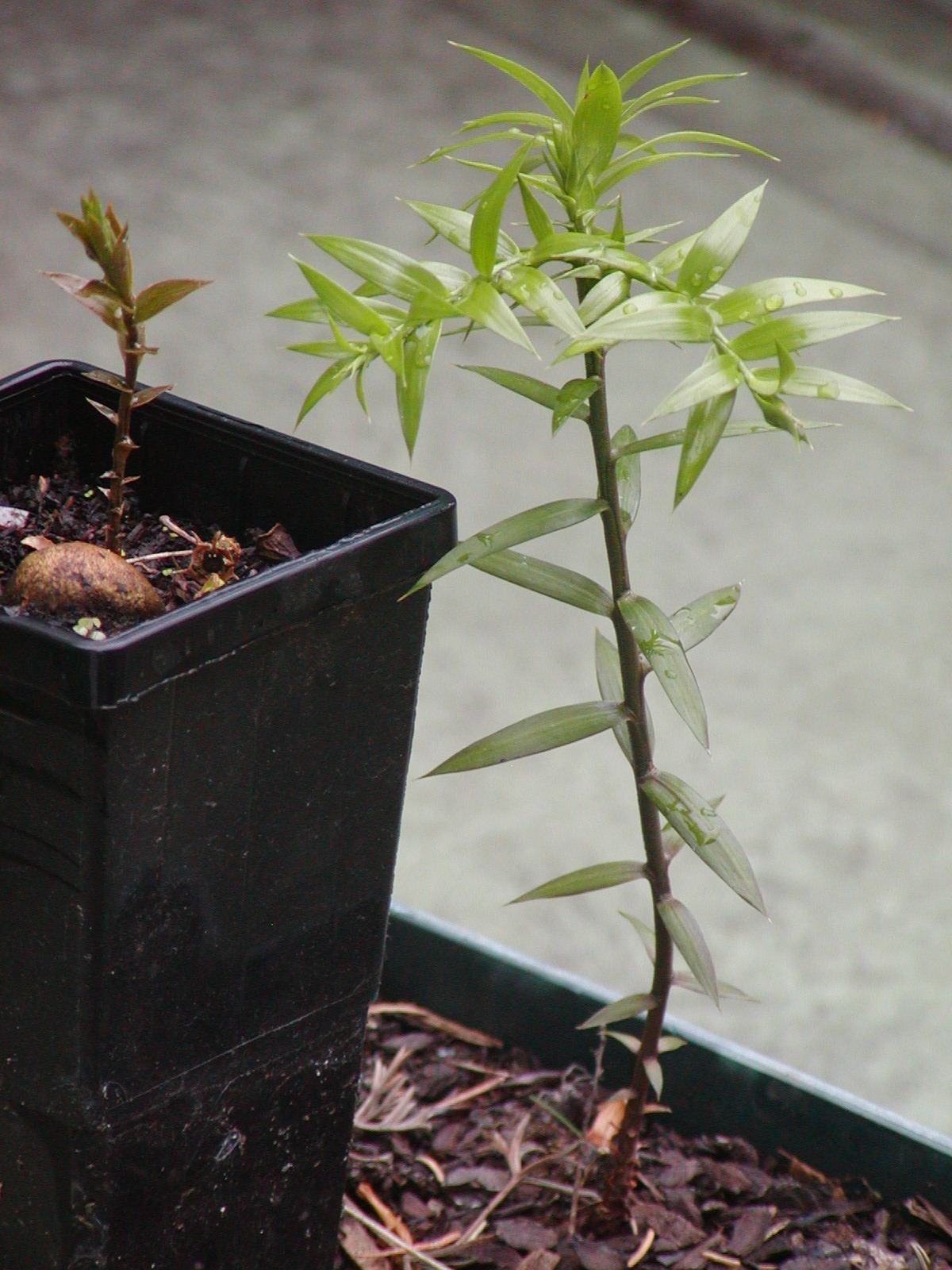
Un parell d'espècimens mostrant el canvi de color de fulla. Els cotilèdons són hipogeals, romanent sota el sòl.

Araucaria bidwillii és una espècie de conífera de la família de les araucariàcies que es distribueix pel nord-est d'Austràlia. És un arbre perenne que es troba sobre sòls fèrtils i sans a boscos plujosos. És una espècie que té interès per la seva fusta i les seves llavors comestibles.

## Descripció

### El port i la capçada
Araucaria bidwillii és un arbre monoic que pot arribar als 50m d'alçada, amb un troc molt gruixut i amb una escorça de color gris marró fosc. Aquesta és escamosa. La capçada és de forma piramidal al principi del creixement, densa i amb branquillons penjants. De mica en mica es va obrint i arrodonint la seva forma amb el pas dels anys.

### Les fulles i flors
Les fulles es van agrupant cap al final de les branques. Les juvenils i produïdes a l'ombra són de color verd clar brillant, estretes, d'uns 2,5 - 5 cm de llarg, punxegudes i disposades en dues fileres sobre els branquillons. Les fulles madures i les produïdes al sol es disposen de forma radial, solapant-se; són de color verd fosc brillant, de forma lanceolada, de textura coriàcia, agudes i punxants.
Les flors es presenten en cons femenins terminals de forma ovoide-subglobosa de color verd fosc amb bràctees engruixides als marges amb l'àpex triangular. Els fruits maduren als tres anys.

## Distribució
El seu lloc d'origen és a l'est d'Austràlia, 

## Taxonomia
Araucaria bidwillii va ser descrita per Hooker, William Jackson i publicada a London Journal of Botany 2: 503–506, t. 18, 19, f. 1. 1843. (London J. Bot.)

### Etimologia
- Araucaria: nom genèric que fa referència a Arauco (Xile), lloc on es va descobrir la primera espècie.
- bidwillii: epítet específic en honor de John Carne Bidwill (1815-1853), jardiner anglès que va recol·lectar plantes de Nova Zelanda.[3]